# Doug Robb
Douglas Seann "Doug" Robb (Agoura Hills, California, 2 de enero de 1975) es un cantante músico y compositor estadounidense, líder y vocalista de la banda de rock Hoobastank, en la cual ha estado presente desde su formación en 1994.

## Biografía
Doug Robb nació el 2 de enero de 1975, hijo de padre escocés y madre japonesa, Robb empezó a tocar el bajo a los 13 años, encontrando a su futuro compañero en sus años de instituto, Dan Estrin. Esto ocurrió en una batalla de bandas de Agoura Hills cuando versionaban una canción de Alice In Chains. En esta batalla Doug venció a Dan y le ofrece formar Hoobastank.
Junto con el resto del grupo, comenzó a tocar en California compartiendo cartel con Linkin Park y con otras bandas como Incubus o Avenged Sevenfold.
En una entrevista en 2004 para Yahoo! Music, Robb habló sobre el estilo musical de su grupo:

"Es más positiva. No todas son positivas, pero... ninguno de nosotros fue golpeado por nuestros padres, por suerte, y no tenemos demasiadas quejas. Por eso no nos quejamos demasiado en nuestras canciones. La mayoría de cosas son de tipo cotidiano, la vida... ustedes saben, las preguntas que usted y yo nos hacemos cada día. Creo que fue la suerte de tener una familia fuerte y vivir en un buen barrio, un vecindario orientado hacia la familia, por lo que no tengo que cantar acerca de cómo de áspera era... No creo que estemos haciendo algo que no se ha hecho antes. Pero creo que no esta muy de moda. Creo que es sólo la música rock con buenas canciones y letras de canciones, letras que pueden relacionarse con la gente, a las que puedan agarrarse, es sólo porque he sido sólo un tipo normal."

## Carrera musical
Ha sido coescritor de la mayoría de las canciones más conocidas de los discos: Hoobastank, The Reason, Every Man for Himself, entre otros incluyendo sus sencillos.
En 2010 Robb colaboró en el sencillo "Not Strong Enough" De la banda Finlandesa de metal sinfónico, Apocalyptica, siendo esta una versión del sencillo, ya que existe otra con Brent Smith de Shinedown.
En 2017, cantó en solitario para el videojuego Sonic Forces, llamándose su tema así, Fist Bump.

## Vida privada
Doug está casado con Christiana Lund y tienen dos hijos.
Rob Bourdon, Mike Shinoda, y Brad Delson de Linkin Park fueron compañeros suyos en el mismo instituto, Agoura High School.
Su hermano David Robb es un diseñador de motocicletas BMW en Múnich, Alemania.